# Doradana lativentris
Doradana lativentris är en insektsart som beskrevs av Melichar 1902. Doradana lativentris ingår i släktet Doradana och familjen dvärgstritar. Inga underarter finns listade i Catalogue of Life.